# Poppo von Andechs-Meranien

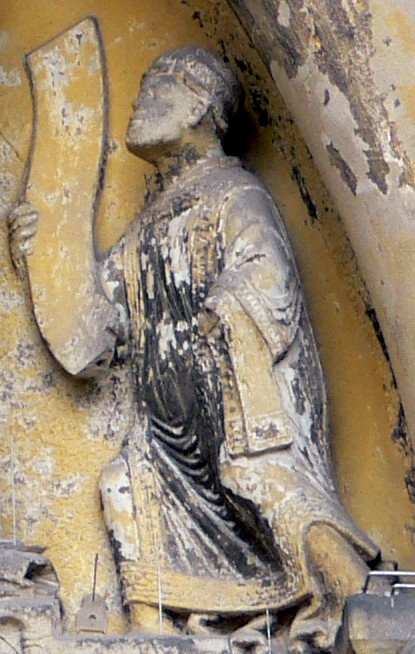
Darstellung Poppos am Bamberger Dom

Poppo Graf von Andechs-Meranien (* 1175; † 4. Dezember 1245), Onkel der Heiligen Hedwig von Schlesien, war Bischof von Bamberg in den Jahren 1237 bis 1242. Er entstammte als dritter auf dem Bamberger Bischofsstuhl der Familie der Grafen von Andechs.

## Leben
Dieser wurde im September 1237 zum Bischof von Bamberg erwählt. Doch die finanzielle Lage des Hochstifts war angespannt und so musste er, um Schulden tilgen zu können, Stiftsgüter verpfänden. Papst Gregor IX. bannte 1239 zum wiederholten Male Kaiser Friedrich II.; Poppo trat mit der kaiserfeindlichen Partei in Kontakt, worauf ihn Friedrich II., auf den er den Treueid geschworen hatte, am Hofgericht anklagte wegen Bruch des Treuegelöbnisses, Abfall vom Kaiser und Verschleuderung von Bistumsgütern. Im ersten Halbjahr des Jahres 1242 wurde Poppo für schuldig befunden und seiner Hoheitsrechte für verlustig erklärt. Dieses Urteil kam für Poppo, welcher die Bischofsweihe nicht empfangen hat, einer Absetzung gleich. Er verstarb am 4. Dezember 1245.